# Älmten (Misterhults socken, Småland)
Älmten är en sjö i Oskarshamns kommun i Småland och ingår i Viråns huvudavrinningsområde. Sjön har en area på 0,122 kvadratkilometer och ligger 39 meter över havet. Sjön avvattnas av vattendraget Virån.

## Delavrinningsområde
Älmten ingår i det delavrinningsområde (636210-153946) som SMHI kallar för Utloppet av Trästen. Medelhöjden är 39 meter över havet och ytan är 8,19 kvadratkilometer. Räknas de 22 avrinningsområdena uppströms in blir den ackumulerade arean 397,72 kvadratkilometer. Avrinningsområdets utflöde Virån mynnar i havet. Avrinningsområdet består mestadels av skog (91 %). Avrinningsområdet har 0,47 kvadratkilometer vattenytor vilket ger det en sjöprocent på 5,8 %.